# Tephrina antennata
Tephrina antennata är en fjärilsart som beskrevs av W. Warren 1897. Tephrina antennata ingår i släktet Tephrina och familjen mätare. Inga underarter finns listade i Catalogue of Life.